# Opisthoxia corinnoides
Opisthoxia corinnoides är en fjärilsart som beskrevs av Thierry-mieg 1916. Opisthoxia corinnoides ingår i släktet Opisthoxia och familjen mätare. Inga underarter finns listade i Catalogue of Life.